# Raabun
Raabun (tiếng Ả Rập: رعبون) là một ngôi làng Syria nằm ở Subdistrict của quận Hama ở tỉnh Hama. Theo Cục Thống kê Trung ương Syria (CBS), Raabun có dân số 387 người trong cuộc điều tra dân số năm 2004.